# Kroksjö öga
Kroksjö öga är ett naturreservat i Ockelbo kommun i Gästrikland.
Reservatet är beläget 6 km nordväst om Lingbo och är 141 hektar stort. Det är skyddat sedan 2004 och är ett kuperat och blockrikt skogsområde intill sjöarna Kroksjön och Långsjön i nordligaste Gästrikland. I reservatet ingår också Övre Mörttjärnen och Nedre Gäddtjärnen. Skogen är relativt opåverkad av skogsbruk troligen beroende på att marken är blockrik och svårframkomlig. Det är gott om hänglavar, speciellt den gulgrå garnlaven.
I reservatet har man även funnit de rödlistade arterna violettgrå tagellav, dvärgbägarlav och doftskinn.
Reservatet har fått sitt namn efter tjärnen Kroksjö öga.

## Källa
- Länsstyrelsen, naturreservat Kroksjö öga

1. 1 2 3 4 5  Skyddade områden, naturreservat, 18 december 2015, läs onlineläs online, läst: 20 januari 2017.[källa från Wikidata]
2. 1 2  Skyddade områden, naturreservat, 25 februari 2020, läs onlineläs online, läst: 25 februari 2020.[källa från Wikidata]